# Terremoto de Nepal de 2023
El terremoto de Nepal de 2023 fue un movimiento sísmico de magnitud 5,7 Mw  que sacudió el Distrito de Jajarkot, Provincia de Karnali, Nepal, a las 23:47 hora de Nepal (18:02 UTC) el 3 de noviembre de 2023, matando a 153 personas e hiriendo a 375. El terremoto se sintió ampliamente en el oeste de Nepal y en el norte de la India, y es el más mortífero que ha azotado el país desde el Terremoto de 2015.

## Entorno tectónico
Nepal se encuentra en el Himalaya, donde la actividad sísmica está asociada con la colisión continental en curso entre las placas india y euroasiática. Estas placas convergen a un ritmo de 40 a 50 mm (1,6 a 2,0 pulgadas) por año. La placa india es empujada debajo de la corteza continental de la placa Euroasiática, formando fallas de empuje a lo largo de la zona de colisión. El empuje frontal principal se adapta predominantemente a este movimiento. Los terremotos a lo largo de estas fallas de empuje han sido devastadores en tiempos históricos.
Según un estudio publicado en 2014 sobre el empuje frontal principal, en promedio ocurre un terremoto de magnitud 8 o mayor cada 750 ± 140 y 870 ± 350 años en la región oriental de Nepal. Un estudio de 2015 encontró un retraso de 700 años entre los terremotos en la región. El estudio también sugiere que debido a la acumulación de tensión tectónica, grandes terremotos como los de 1934 y 2015 en Nepal pueden estar conectados, siguiendo un patrón sísmico histórico. Un estudio de 2016 sobre pares y ciclos de grandes terremotos históricos (M ≥ 8) encontró que es probable que se produzcan grandes terremotos asociados en la región occidental de China durante la década de 2020.

## Terremoto
El Servicio Geológico de Estados Unidos (USGS) dijo que el terremoto tuvo una magnitud de Mw5,7 y una profundidad de 16,5 kilómetros (10,3 millas). Se determinó que la solución del plano de falla era una falla inversa a lo largo de un plano de tendencia noroeste-sureste que se inclina hacia el noreste o el suroeste. Horas después se registró una réplica de 4,0 grados. Se estimó que el epicentro se produjo en Ramidanda, en el Distrito de Jajarkot.

## Impacto
Al menos entre 153-157 personas murieron; Se produjeron 105 muertes en el distrito de Jajarkot, mientras que 52 muertes ocurrieron en el distrito occidental de Rukum. La vicealcaldesa del municipio de Nalgad en Jajarkot, Sarita Singh, se encontraba entre las víctimas mortales.Un total de 55 personas murieron en el municipio. A pesar de la magnitud relativamente baja del terremoto, los altos niveles de daños y víctimas se atribuyeron a la construcción deficiente en la región y a que ocurrió de noche, cuando la gente dormía. Muchas de las casas derrumbadas estaban hechas de troncos y rocas apiladas.
Cinco miembros de una sola familia murieron y otros 100 resultaron heridos en Aathbiskot. Se informó de al menos 27 muertes en el municipio, mientras que otras ocho murieron en Sani Bheri. Al menos el 40 por ciento de las casas cercanas al epicentro resultaron dañadas. En el epicentro del terremoto en el municipio de Barekot, sólo se reportaron cinco heridos y ninguna víctima mortal, mientras que casi todas las 3.500 casas del municipio resultaron dañadas, 1.000 de ellas gravemente. Varias viviendas resultaron dañadas o destruidas en el distrito de Jajarkot. Entre los municipios gravemente afectados se encuentran Bheri, donde murieron 42 personas, Kushe, donde murieron siete, y Chedagad, donde murió una persona. También se informó de heridos y daños en los distritos de Dailekh, Salyan y Rolpa. Al menos 100 personas resultaron heridas en Rukum occidental, mientras que en Jajarkot se registraron 500 heridos. Se describió que el hospital del distrito de Jajarkot estaba repleto de pacientes heridos. El terremoto también fue sentido por los residentes de Katmandú. The earthquake was also felt by residents in Kathmandu.
Se sintieron temblores en las ciudades indias de Lucknow, Patna y Nueva Delhi, lo que provocó que la gente entrara en pánico y huyera de los edificios. En las ciudades de Bahraich y Jaipur, muchas casas y edificios quedaron agrietados, incluidos dos hoteles.

## Respuesta

### Nacional
Narayan Prasad Bhattarai, portavoz del Ministerio del Interior de Nepal, dijo que se habían desplegado fuerzas de seguridad en la zona. También se desplegaron helicópteros para entregar ayuda humanitaria y personal, mientras que se enviaron soldados para despejar las carreteras bloqueadas por los deslizamientos de tierra. En un hospital de Nepalgunj, se asignaron más de 100 camas en reserva para las víctimas del terremoto. Un miembro del departamento de policía de Western Rukum dijo que los equipos de búsqueda y rescate tuvieron que retirar los escombros del deslizamiento de tierra para poder llegar al área afectada.
El presidente Ram Chandra Poudel expresó su tristeza por la pérdida de vidas humanas y propiedades en el terremoto y apeló al gobierno y a otros interesados para que realicen labores efectivas de rescate y socorro en las zonas afectadas. El Primer Ministro Pushpa Kamal Dahal también expresó "su profundo pesar por los daños humanos y físicos causados por el terremoto". El 4 de noviembre visitó la zona en un helicóptero acompañado por un equipo médico del ejército compuesto por 16 miembros. Se envió un total de 41 trabajadores médicos a las zonas afectadas.
Los funcionarios también anunciaron que no se podrían restablecer las comunicaciones con las aldeas del distrito de Jajarkot. Se prepararon helicópteros con equipos médicos y medicamentos para volar hacia la zona afectada cuando las condiciones climáticas mejoraran. También se pidió que los aviones ligeros estuvieran en alerta para participar en misiones de emergencia. Posteriormente, el ejército nepalí logró desplegar cinco helicópteros y un avión. Nepal Airlines también ayudó en las evacuaciones médicas. Los heridos graves fueron transportados por vía aérea a Katmandú, Surkhet y Nepalgunj. Las personas con heridas leves fueron tratadas en centros médicos locales y hospitales de distrito.
El gobierno nacional aprobó un fondo de 100 millones de rupias para apoyar las operaciones de búsqueda y rescate. El fondo se dividió en 50 millones de rupias asignadas a los distritos de West Rukum y Jajarkot. En estas misiones participaron alrededor de 4.000 efectivos del ejército, la policía y la policía armada de Nepal. El gobierno de la provincia de Bagmati también prometió 15 millones de rupias para ayudar a la población afectada en Jajarkot. El partido del Congreso Nepalí también ofreció 5 millones de rupias en ayuda financiera para el gobierno nacional. Buddha Air concedió 1.000.000 de rupias para las víctimas del terremoto.

### Internacional
El Primer Ministro indio, Narendra Modi, dijo que estaba profundamente entristecido por la pérdida de vidas y los daños causados por el terremoto en Nepal, y agregó que la India se mantenía en "solidaridad con el pueblo de Nepal y estaba dispuesta a brindar toda la asistencia posible".
El primer ministro interino paquistaní, Anwaar ul Haq Kakar, envió pensamientos y oraciones a las víctimas del terremoto y dijo que su país está listo para enviar asistencia a Nepal.
El embajador de China en Nepal, Chen Song, dijo que el país enviaría tiendas de campaña y mantas desde la Reserva de Suministros de Emergencia de los Países del Sur de Asia de China y otros materiales de ayuda por valor de 100 millones de rupias a Nepal en los próximos días.
El Presidente ruso Vladímir Putin envió una carta al Presidente Poudel el 4 de noviembre expresando su pesar por la pérdida de vidas y propiedades.
UNICEF anunció que estaba trabajando con organizaciones asociadas para evaluar los daños y el impacto en los niños y las familias.